# Вагинит
Вагинит е медицински термин, с който се означава възпаление на вагината.

## Причини
Основните причини за това състояние са:
- инфекции – бактериални, вирусни или гъбични;
- промяна на киселинността във влагалището;
- съпътстващи заболявания, най-често предавани по полов път или диабет;
- сухота.

## Лечение
За лечението на вагинит се предписват различни медикаменти в зависимост от причинителя. Обикновено не се стига до усложнения.